# عامر العمری
عامر العمری (انگلیسی: Amer Al-Omari؛ زادهٔ ۵ ژانویهٔ ۱۹۸۳) یک ورزشکار است.